# Jaillon
Jaillon település Franciaországban, Meurthe-et-Moselle megyében. Lakosainak száma 470 fő (2022. január 1.). Jaillon Avrainville, Francheville, Liverdun, Rosières-en-Haye és Villey-Saint-Étienne községekkel határos.

## Népesség
A település népességének változása:
| Lakosok száma | 180  | 179  | 249  | 360  | 450  | 469  | 478  | 469  | 464  | 470  |
|               | 1968 | 1982 | 1990 | 2006 | 2013 | 2015 | 2017 | 2019 | 2020 | 2022 |